# Chris Chan
Christine Weston Chandler (nascido Christopher Weston Chandler, depois Christian Weston Chandler; Ruckersville, 24 de fevereiro de 1982), mais conhecida como Chris Chan, é uma celebridade da Internet estadunidense. Criadora do webcomic Sonichu, Christine foi constante alvo de doxxing e assédio online, sendo considerada uma das pessoas mais catalogadas da Internet e uma das vítimas mais famosas de trolling em massa e cyberbullying. Seu caso foi abordado em artigos acadêmicos e livros que discutem a cultura tóxica da Internet.

## História
Christine foi diagnosticada com transtorno do espectro autista no início de sua vida. Criou Sonichu — uma mistura dos personagens Sonic the Hedgehog e Pikachu — em 2000, para um projeto de escola. Christine criou um site para o webcomic em 2004. Em 2007, foi notada pela primeira vez nos fóruns Something Awful. Desde então, Christine é alvo de doxxing por trolls e hackers que tentam catalogar toda a sua vida. Acabou por ser criada uma página na Encyclopedia Dramatica sobre ela, contendo diversas informações pessoais e ataques. Uma wiki dedicada, intitulada "CWCki" (com base nas iniciais de Christine), foi criada em 2009 por pessoas que sentiam que a página da Encyclopedia Dramatica não era detalhada o suficiente. Em 2013, foi criado o "CWCki Forums", que foi renomeado para Kiwi Farms em 2014. Hoje, o fórum é conhecido por atacar diversas minorias.
Ao longo dos anos, Christine foi alvo de diversos ataques e doxxing. Posteriormente, se assumiu como mulher trans. Em agosto de 2021, Christine foi presa por ter cometido incesto com sua mãe após um áudio ser vazado no Kiwi Farms. No ano seguinte, foi divulgada uma fake news dizendo que Christine teria fugido da prisão com El Chapo. Foi solta em março de 2023.